# Lymfocytos
Lymfocytos innebär att mängden lymfocyter i blodet är förhöjd.
Absolut lymfocytos betyder att det totala antalet lymfocyter är högre än normalt medan relativ lymfocytos innebär att lymfocyternas andel av totala mängden vita blodkroppar är större än normalt.